# Грин Вали (Илиноис)
Грин Вали (енгл. Green Valley) град је у америчкој савезној држави Илиноис.

## Демографија
По попису из 2010. године број становника је 709, што је 19 (-2,6%) становника мање него 2000. године.
| Група             | 2000.       | 2010.       |
| Белци             | 716 (98,4%) | 677 (95,5%) |
| Афроамериканци    | 1 (0,1%)    | 8 (1,1%)    |
| Азијати           | 2 (0,3%)    | 2 (0,3%)    |
| Хиспаноамериканци | 5 (0,7%)    | 11 (1,6%)   |
| Укупно            | 728         | 709         |